# Anasimus
Anasimus is een geslacht van kreeftachtigen uit de klasse van de Malacostraca (hogere kreeftachtigen).

## Soorten
- Anasimus fugax A. Milne-Edwards, 1880
- Anasimus latus Rathbun, 1894